# Музей-заповедник
Музе́й-запове́дник — разновидность музея под открытым небом, в состав которого, помимо экспозиций, входят архитектурные, исторические и природные памятники, важные для сохранения историко-культурного и природного наследия страны или региона. С целью защиты этих памятников государство дополнительно наделяет такие музеи правовым статусом заповедника, что предусматривает особые режимы сохранения и использования включённых в него территорий и объектов.
В связи с открытостью территорий, многие музеи-заповедники проводят различные музейные праздники (чаще всего — на фольклорные темы), организуют мастерские народных промыслов, исторические реконструкции (например реконструкции фрагментов сражений на Бородинском и Куликовском полях), «экологические тропы», различные фестивали (литературные, музыкальные) и т. п.
На 2010 год количество музеев-заповедников в России приближается к 100.

## Классификация
Музеи-заповедники, в зависимости от входящих в их состав объектов и основной направленности, бывают следующих видов:
- историко-художественные (например, Сергиево-Посадский государственный историко-художественный музей-заповедник[1])
- историко-архитектурные (например, Нижегородский историко-архитектурный музей-заповедник)
- историко-археологические (например, «Танаис»)
- историко-культурные (например, Историко-культурный музей-заповедник «Московский Кремль»)
- военно-исторические (например, Бородинский военно-исторический музей-заповедник)
- литературно-мемориальные (например, Литературно-мемориальный музей-заповедник А. П. Чехова)
- научно-технический и производственный (Нижнетагильский музей-заповедник горнозаводского дела Среднего Урала)
- комплексные (например, Вологодский государственный историко-архитектурный и художественный музей-заповедник).

При этом несмотря на то, что в названиях современных музеев-заповедников чаще всего определяется только их основной профиль, как правило, большинство из них являются комплексными.

## История
С XV века «заповедниками» называли леса, которые «заповедывалось», то есть было запрещено вырубать. Слово изначально использовалось только к природным объектам.
В 1922 году слово «заповедник» впервые появилось в названии музея «Пушкинский уголок» (ныне «Михайловское»).
С конца 1950-x годов статус «музей-заповедник» стали присваивать официально. Тогда были сформированы несколько музеев-заповедников на базе коллекций городских и областных музеев и музеефикации архитектурных памятников и ансамблей. По профилю первые музеи-заповедники относились к историко-архитектурным и художественным (Владимиро-Суздальский, Новгородский, Костромской, Загорский, Горьковский (ныне — Нижегородский), Ярославо-Ростовский, Псковский).
Во второй половине XX века форма музея-заповедника оказалась оптимальной для организации охраны, развития и музейного использования культурных и природных территорий и недвижимых памятников, обладающих высокой научной, эстетической, мемориальной ценностью. Статус музеев-заповедников присваивался:
- местам раскопок древних поселений — например «Танаис»
- литературным музеям (часто с прилегающими природными ландшафтами) — «Мелихово», «Тарханы», «Хмелита» и др.
- местам наиболее известных военных сражений — Бородинское поле и Куликово поле
- музеям-усадьбам — «Поленово»
- музеям-дворцам — «Петергоф», «Царское Село»
- монастырским ансамблям — Кирилло-Белозерский историко-архитектурный и художественный музей-заповедник
- фрагментам среды исторических поселений
- особо ценным природным и антропогенным ландшафты — острова Соловецкого архипелага с прилегающей акваторией Белого моря.

В 1987 году появился первый научно-технический музей-заповедник в Нижнем Тагиле, включающий в том числе первый в РФ музеефицированный крупный промышленный объект — Нижнетагильский завод-музей. В настоящее время это одна из наиболее востребованных, перспективных и динамично развивающихся групп музеев.
11 февраля 2011 года Государственная дума приняла новое определение музея-заповедника как «музея, которому в установленном порядке предоставлены земельные участки с расположенными на них достопримечательными местами или ансамблями, отнесенными к историко-культурным заповедникам» и расширила перечень задач таких объектов, включив в него «обеспечение сохранности переданных музею-заповеднику объектов культурного наследия и доступа к ним граждан, осуществление сохранения, изучения и популяризации указанных объектов». Также утверждено право музеев-заповедников заниматься в границах своей территории сохранением исторически сложившихся видов деятельности, народных художественных промыслов и ремесел.